# Stromka (horní usedlost)
Horní Stromka je zaniklá usedlost v Praze 3-Vinohradech, která stála mezi náměstím Jiřího z Lobkovic a ulicí Horní Stromky, přibližně 250 metrů severozápadně od Dolní Stromky.

## Historie
Dvorec na Stromkách stál již v 16. století, obdělávané pozemky zde byly o 300 let dříve. Usedlost s poli, vinicemi a zahradami koupili roku 1723 manželé Svobodovi. Později k ní přikoupili další pozemky severním směrem až k Libni. Od roku 1751 majetek držela neteř paní Svobodové Marie Fritzová a panství se v té době říkalo Fritzův statek na Stromkách. Ten byl zcela zpustošen a pobořen roku 1757 za pruského obléhání a o devatenáct let později se dostal do exekuce. V tom roce bylo k usedlosti zapsáno „55 strychů pozemků pod jurisdikcí viničného úřadu, 58 strychů na libeňském panství a 33 strychů na vršovickém panství, celkem tedy 146 strychů půdy“.
Majetek koupil pražský měšťan Jan Jiří Tichý, který rozprodal část polí (například pro rozšíření židovského hřbitova). Na počátku 19. století nový majitel Alois Pergler z Perglasu usedlost obnovil a zhodnotil. Roku 1833 ji majitelka Filipína z Mühlen propachtovala pražským velkoobchodníkům Josefu Eduardu Krugovi a Josefu Bärenreuterovi. Ti ve statku založili cukrovar, v hospodářských budovách měli skladiště a v obytné budově kanceláře. Cukrovar zanikl ještě v 1. polovině 19. století, vinohrad zde stále existoval.
Roku 1895 koupila usedlost Vinohradská záložna, která část pozemků odprodala pro rozšíření Olšanských hřbitovů a stavbu Vinohradské nemocnice a část rozparcelovala jako stavební pozemky. Hospodářský dvůr chátral a byl zbořen po roce 1945.